# Frank Gorman
Pour les articles homonymes, voir Gorman.
Francis Xavier Gorman dit Frank Gorman, né le 11 novembre 1937 à New York, est un plongeur américain. 

## Biographie
Frank Gorman remporte aux Jeux olympiques d'été de 1964 à Tokyo la médaille d'argent du tremplin individuel à 3 mètres.